# Västerås domkyrkoförsamling
Västerås domkyrkoförsamling är en församling som ingår i Västerås pastorat i Domprosteriet i Västerås stift i Västerås stift i Svenska kyrkan. Församlingen ligger i Västerås kommun i Västmanlands län.

## Administrativ historik
Församlingen har medeltida ursprung. Före 1700-talet även benämnd Vårfrukyrka församling eller Sankta Maria församling och från 1920-talet till 1962 benämnd Västerås församling. 1946 införlivades Sankt Ilians församling. 1991 utbröts Viksängs församling som 2006 återgick i denna församling för att 2014 åter utbrytas och återbildas.
Församlingen var till 1946 moderförsamling i ett pastorat med Sankt Ilians församling som från 1 maj 1920 även omfattade Lundby församling. Från 1946 till 1962 moderförsamling i ett pastorat med Lundby församling för att från 1962 till 2014 utgöra ett eget pastorat,  dock från 1991 till 2006 moderförsamling i pastorat med Viksängs församling. Från 2014 ingår församlingen i Västerås pastorat.

## Kyrkor
- Västerås domkyrka
- Viksängskyrkan

## Präster

### Domprostar
| Ämbetstid | Namn                        | Levnadstid |
| --------- | --------------------------- | ---------- |
| 1168–1176 | Riccardus                   |            |
|           | Anonymus                    |            |
| 1299      | Haquinus                    |            |
|           | Phillipus                   |            |
|           | Hemmingus Laurentii         |            |
|           | Matthias Halfstani          |            |
|           | Johannes Arwidi             |            |
|           | Laurentius Boberg           |            |
|           | Hermannus Roglef            |            |
|           | Johannis Torstani           |            |
|           | Nicolaus                    |            |
|           | Tidekinnus                  |            |
|           | Ingemarus                   |            |
| 1409      | Johannes Jerechinni         |            |
| 1411      | Nicolaus Waldemari          |            |
| 1440–1442 | Jacobus                     |            |
|           | Benedictus Johannis         |            |
|           | Olaus                       |            |
|           | Helgo                       |            |
|           | Andreas Olavi               |            |
|           | Gottskalcus                 |            |
|           | Wenricus Lehusen            |            |
|           | Lubertus Weslo              |            |
|           | Sweno Esberni               |            |
|           | Canutus Michaelis           |            |
|           | Nicolaus Andreæ             |            |
|           | Henricus Johannis           |            |
|           | Christopherus Caroli        |            |
|           | Petrus Matthiæ              |            |
|           | Petrus Andreæ               |            |
|           | Olaus Canuti                |            |
|           | Ericus Petri                |            |
|           | Petrus Johannis             |            |
|           | Henricus Andreæ             |            |
| 1562      | Laurentius Grå              |            |
| 1574      | Erasmus Nicolai Arbogensis  | 1530–1580  |
| 1574–1585 | Salomon Birgeri Wallensis   | 1544–1585  |
| 1567–     | Jonas Andreæ Jemtius        | –1614      |
| 1583–1609 | Andreas Petri Arosiensis    | –1609      |
| 1609–1637 | Elias Olai Helsingius       | 1573–1637  |
| 1638–1649 | Gabriel Holstenius          | 1598–1649  |
| 1650–1680 | Petrus Olai Dalekarlus      | 1601–1680  |
| 1681–1691 | Henricus Petri Moræus       | 1630–1691  |
| 1692–1701 | Johannes Laurentii Barchius | 1651–1701  |
| 1702–1709 | Nicolaus Georgii Dwan       | 1645–1709  |
| 1711–1719 | Nils Barchius               | 1676–1733  |
| 1719–1744 | Petrus Georgii Tillæus      | 1663–1744  |
| 1745–1763 | Jacob Svedelius             | 1693–1763  |
| 1766–1773 | Daniel Herweghr             | 1720–1787  |
| 1773–1798 | Johan Michael Fant          | 1735–1813  |
| 1798–1809 | Erik Waller                 | 1732–1811  |
| 1811–1815 | Thomas Jedeur               | 1739–1815  |
| 1818–1820 | Johan Olof Wallin           | 1779–1839  |
| 1821–1829 | Sven Caspersson Wijkman     | 1754–1839  |
| 1829–1834 | Jonas Reinh. Fellenius      | 1761–1834  |
| 1838–1841 | Anders Bruhn                | 1778–1856  |
| 1841–1864 | Gabriel Hwasser             | 1788–1864  |
| 1868–1877 | Carl Wilhelm Linder         | 1825–1882  |
| 1880–1908 | Herman Björnström           | 1839–1908  |
| 1909–1936 | Fredrik Fåhræus             | 1862–1936  |
| 1937–1949 | Ernst Enochsson             | 1891–1949  |
| 1951–1966 | Oscar Rundblom              | 1898–1976  |
| 1966–1983 | Gunnar Helander             | 1915–2006  |
| 1983–1991 | Carl-Johan Hellberg         | 1926–1997  |
| 1991–1999 | Anders Björnberg            | 1946–      |

### Förste komminister
| Ämbetstid | Namn                       | Levnadstid | Övrigt                                   |
| --------- | -------------------------- | ---------- | ---------------------------------------- |
| 1652–1660 | Petrus Matthiae Arosiensis | 1619–1660  |                                          |
| 1661–     | Olaus O. Moraeus           |            |                                          |
| 1671–1672 | Laurentius L. Arosiaeus    | 1638–1672  |                                          |
| 1672–1682 | Holsten Erici Holstenius   | 1639–1682  |                                          |
| 1683–1695 | Jonas J. Amnelius          |            |                                          |
| 1695–1698 | Petrus Laur. Carolinus     | 1657–1698  |                                          |
| 1705–1715 | Laurentius M. Kallsenius   | 1673–1715  |                                          |
| 1716–1732 | Andreas Djurman            | 1679–1732  |                                          |
| 1733–     | Johan Wulff                |            | Senare kyrkoherde i Folkärna församling. |
| 1741–     | Daniel Godenius            |            | Senare kyrkoherde i Malungs församling.  |
| 1750–1761 | Pehr Thorslund             | 1710–1761  |                                          |
| 1763–1765 | Olof Gagnelius             | 1713–1765  |                                          |
| 1765–     | Johan Wulff                |            | Senare kyrkoherde i Skultuna församling. |
| 1773–     | Johan Remmer               |            | Senare kyrkoherde i Odensvi församling.  |
| 1792–     | Anders Göthe               |            | Senare kyrkoherde i By församling.       |
| 1805–     | Johan Wulff                | 1707–1822  |                                          |
| 1811–1821 | Lars Adolf Kihlstedt       | 1774–1821  |                                          |
| 1821–     | Denis Borg                 |            | Senare kyrkoherde i Björksta församling. |
| 1823–     | Eric Olof Schultzberg      |            | Senare kyrkoherde i Torsångs församling. |
| 1832–     | Johan Daniel Leverin       |            | Senare kyrkoherde i By församling.       |
| 1842–     | Carl Magnus Södergren      | 1805–      |                                          |

### Andre komministrar
| Ämbetstid | Namn                       | Levnadstid | Övrigt                                        |
| --------- | -------------------------- | ---------- | --------------------------------------------- |
|           | Birgerus Johannis          |            |                                               |
|           | Petrus Johannis            |            |                                               |
|           | Jonas Sigfridi             |            |                                               |
|           | Ericus Swenonis            |            |                                               |
|           | Salomon Johannis           |            |                                               |
|           | Andreas G. Schedviensis    |            |                                               |
|           | Samuel O. Noraemontanus    |            |                                               |
|           | Ericus L. Skultunensis     |            |                                               |
|           | Sigfridus J. Helsingus     |            |                                               |
|           | Matthias A. Björkstadius   |            |                                               |
|           | Johannes O. Sewallius      |            |                                               |
|           | Ericus A. Hedemorensis     |            |                                               |
| 1648–1652 | Petrus Matthiae Arosiensis | 1619–1660  |                                               |
| 1652–1656 | Johannes O. Kilander       | 1620–1696  |                                               |
| 1656–1661 | Olaus O. Moraeus           |            |                                               |
| 1661–1665 | Petrus A. Wangstelius      |            |                                               |
| 1665–1666 | Johannes Laur. Gahrman     | 1637–1666  |                                               |
| 1666      | Samuel G. Lexander         |            |                                               |
| 1667–1671 | Laurentius L. Arosiaeus    | 1638–1672  |                                               |
| –1672     | Holsten Erici Holstenius   | 1639–1682  |                                               |
| 1671–1678 | Petrus P. Arosenius        |            |                                               |
| 1678–1681 | Olaus P. Aroselius         |            |                                               |
| 1681–1683 | Jonas J. Amnelius          |            |                                               |
| 1683–1688 | Andreas O. Gählman         |            |                                               |
| 1688–1695 | Petrus Laur. Carolinus     | 1657–1698  |                                               |
| 1695–1697 | Andreas P. Petronius       | 1670–1697  |                                               |
| 1698–1705 | Laurentius M. Kallsenius   | 1673–1715  |                                               |
| 1705      | Isaac G. Ahrman            | 1665–1705  |                                               |
| 1706–1716 | Andreas Djurman            | 1679–1732  |                                               |
| 1716–1722 | Olof Rubenius              |            |                                               |
| 1722–1729 | Martin Anagrius            |            |                                               |
| 1729–1733 | Johan Wulff                |            | Senare kyrkoherde i Folkärna församling.      |
| 1733–     | Pehr Vigelius              |            | Senare kyrkoherde i Bergs församling.         |
| 1737–1741 | Daniel Godenius            |            | Senare kyrkoherde i Malungs församling.       |
| 1741–     | Carl Eric Dillman          |            | Senare kyrkoherde i Torstuna församling.      |
| 1749–     | Olof Lindbom               |            |                                               |
| 1760–1762 | Pehr Schedvin              | 1730–1762  |                                               |
| 1763–1765 | Johan Wulff                |            | Senare kyrkoherde i Skultuna församling.      |
| 1766–1773 | Johan Remmer               |            | Senare kyrkoherde i Odensvi församling.       |
| 1774      | Daniel Croon               |            | Senare kyrkoherde i Lindesbergs församling.   |
| 1774–     | Christopher Borg           |            | Senare kyrkoherde i Färnebo församling.       |
| 1786      | Didric Wulff               | 1753–1786  |                                               |
| 1787–1790 | Eric Arosén                | 1746–1790  |                                               |
| 1790      | Johan Olander              | 1756–1790  |                                               |
| 1791–1792 | Anders Göthe               |            | Senare kyrkoherde i By församling.            |
| 1792–1803 | Pehr Södersten             |            |                                               |
| 1802–1805 | Johan Wulff                | 1707–1822  |                                               |
| 1805–1810 | Zacharias Muncktell        | 1770–1810  |                                               |
| 1810–1811 | Lars Adolf Kihlstedt       | 1774–1821  |                                               |
| 1811–1821 | Denis Borg                 |            | Senare kyrkoherde i Björksta församling.      |
| 1822–1823 | Eric Olof Schultzberg      |            | Senare kyrkoherde i Torsångs församling.      |
| 1823–     | Lars Östlings              |            | Senare kyrkoherde i Bergs församling.         |
| 1826–1832 | Johan Daniel Leverin       |            | Senare kyrkoherde i By församling.            |
| 1833–     | Johan Daniel Westholm      |            | Senare kyrkoherde i Ljusnarsbergs församling. |
| 1840–     | Carl Magnus Södergren      | 1805–      |                                               |

### Domkyrkosysslomän
| Ämbetstid  | Namn                            | Levnadstid | Övrigt                                       |
| ---------- | ------------------------------- | ---------- | -------------------------------------------- |
| 1328       | Oedgislus                       |            |                                              |
| 1401, 1408 | Petrus Henrici                  |            |                                              |
| 1406       | Laurentius                      |            |                                              |
| 1411       | Nicolaus Waldemari              |            |                                              |
| 1417       | Halwardus                       |            |                                              |
| 1429       | Olaus Petri                     |            |                                              |
| 1439, 1445 | Sweno Trymbil                   |            |                                              |
| 1447, 1448 | Nicolaus                        |            |                                              |
| 1458       | Lydichinnus                     |            |                                              |
|            | Henricus Bernagel               |            |                                              |
|            | Matthias                        |            |                                              |
| 1531–1534  | Laurentius Olai                 |            |                                              |
| 1534–1537  | Carolus Petri                   |            | Senare kyrkoherde i Svärdsjö församling.     |
| 1578–1583  | Laurentius Torkilli             |            |                                              |
| 1587–1591  | Israel Petri Niger              |            | Senare kyrkoherde i Kärrbo församling.       |
| 1591–1595  | Jacobus Andreæ Harakerensis     |            | Senare kyrkoherde i By församling.           |
| 1595–1601  | Joannes Jonæ Husbyensis         |            | Senare kyrkoherde i Möklinta församling.     |
|            | Matthaeus Petri Gadd            |            | Senare kyrkoherde i Björskogs församling.    |
|            | Samuel Olai Noremont            |            | Senare kyrkoherde i Romfartuna församling.   |
|            | Christopherus Martini Schilling |            | Senare kyrkoherde i Stora Skedvi församling. |
|            | Johannes Olai Sewallius         |            | Senare kyrkoherde i Tortuna församling.      |
| 1650–1651  | Petrus Petri Piscator           | 1614–1651  |                                              |
| 1651–1660  | Andreas Petri Bergius           | 1618–1691  | Senare kyrkoherde i Norrbärke församling.    |
| 1661–      | Benedictus Sigwardi Gröding     |            | Senare kyrkoherde i Möklinta församling.     |
| 1681–      | Olaus Petri Aroselius           |            | Senare kyrkoherde i Björksta församling.     |
| 1695–      | Laurentius Petri Wadman         |            | Senare kyrkoherde i Skultuna församling.     |
| 1707–      | Matthias Johannis Ramzelius     |            | Senare kyrkoherde i Grytnäs församling.      |
| 1721–1729  | Matthias Fernsten               | 1688–1739  | Senare kyrkoherde i Folkärna församling.     |
| 1729–1736  | Martinus Anagrius               | 1693–1736  |                                              |
| 1737–1780  | Johannes Sebenius               | 1695–1780  |                                              |
| 1781–1789  | Carl Gottmark                   | 1736–1797  | Senare kyrkoherde i Norrbärke församling.    |
| 1790–1815  | Magnus Swederus                 | 1748–1836  |                                              |
| 1815–1817  | Karl Jedeur                     | 1784–1817  |                                              |
| 1818–1827  | Johan Gustaf Schultz            |            | Senare kyrkoherde i Grythyttans församling.  |
| 1828–1842  | Lars Gustaf Sohlberg            | 1788–      | Senare kyrkoherde i Odensvi församling.      |
| 1842–      | Pehr Hanngren                   | 1808–      |                                              |

## Domkyrkoorganister[10]
| Verksam   | Namn                            | Levnadstid | Övrigt                       |
| --------- | ------------------------------- | ---------- | ---------------------------- |
| 1547      | Nills Orgellekare               |            |                              |
| 1574      | Johannes Organist               |            |                              |
| 1576–1578 | Baltzar Jacobsson               |            |                              |
| 1580–1583 | Lambrect Hansson                |            |                              |
| 1584–1586 | Jörgen organist                 |            |                              |
| 1587      | Hans organist                   |            |                              |
| 1591–1593 | Jören                           |            |                              |
| 1613–     | Hans Hartenbeck den äldre       | –1644      |                              |
| 1644–1650 | Michael Hartenbeck den äldre    | 1618–1650  |                              |
| 1650–1668 | Hans Hartenbeck den yngre       | 1631–1669  |                              |
| –1669     | Lüdert Dijkman                  | 1648–1717  |                              |
| 1669–     | Michael Hartenbeck den yngre    | 1646–      |                              |
| 1677–1682 | Anders Schultze (Schultze) [II] | –1703      |                              |
| 1682–1686 | Daniel Gregory                  |            |                              |
| 1688–1689 | Thomas Arnholdt                 | –1689      |                              |
| 1689–1707 | Dawid Grönvald (Grönvall)       | –1707      |                              |
| 1708–1743 | Ernst Ferdinand Pape            | 1680–1743  |                              |
| 1743      | Isac Fernsten                   |            |                              |
| 1743–1774 | Johan Christoffer Coffrie       | 1723–1774  |                              |
| 1775–1784 | Axel Eric Melin                 | 1737–1786  |                              |
| 1784      | Nils Ulric Hallberg             | 1753–      |                              |
| 1785–1786 | Aulicus Johan Grafström         | 1750–1794  |                              |
| 1786–1799 | Carl Johan Flensburg            | 1748–1799  |                              |
| 1799–1814 | Eric Dahlman                    | 1776–1854  |                              |
| 1814–1827 | Daniel Magnus Walin             | 1788–1857  |                              |
| 1827–1832 | Adolf Fredric Holmström         | 1796–1865  |                              |
| 1832–1842 | Jacob Niclas Ahlström           | 1805–1857  |                              |
| 1843–1850 | Carl Adolf Holmgren             | 1815–1872  |                              |
| 1850–1876 | Johan Gustaf Nordvall           | 1824–1876  |                              |
| 1876–1904 | Carl Johan Bolander             | 1854–1903  |                              |
| 1903–1904 | Josef Lind                      | 1866–1950  | Vikarie                      |
| 1904–1914 | Hugo Bedinger                   | 1876–1914  |                              |
| 1914–1915 | Johannes Theodor Naeslund       | 1878–      | Vikarierande organist.       |
| 1915–1948 | Herman Lindqvist                | 1878–1970  |                              |
| 1951–     | Gustaf Gullman                  | 1897–1981  | Biträdande domkyrkoorganist. |
| 1952–1972 | Hugo Melin                      | 1907–1998  | Musikdirektör                |
| 1972–1992 | Gunnar Nordenfors               | 1927–2013  |                              |
| 1992–2006 | Mats Ericson                    | 1945–      |                              |
| 2006–2014 | Agneta Sköld                    | 1947–      |                              |
| 2014–2021 | Johan Hammarström               | 1977–      |                              |
| 2022–     | Benjamin Åberg                  | 1978–      |                              |